# Лисица, Андрей Валерьевич
Андре́й Вале́рьевич Лисица (род. 1 июля 1976) — российский биоинформатик, доктор биологических наук (2007), член-корреспондент РАМН (2011), академик РАН (2016), лауреат Государственной премии РФ (2021).

## Биография
Кандидат биологических наук (2002), тема диссертации: «Протеомный индекс надсемейства цитохромов Р450».
Доктор биологических наук (2007), тема диссертации: «База знаний по цитохромам Р450: разработка и применение».
В 2011 году избран членом-корреспондентом РАМН. С 2013 по 2018 годы — член Совет при Президенте Российской Федерации по науке и образованию. В 2014 году стал членом-корреспондентом РАН (в рамках присоединения РАМН и РАСХН к РАН).
С января 2015 года — исполняющий обязанности, а с ноября 2016 года по февраль 2020 года занимал должность директора Института биомедицинской химии имени В. Н. Ореховича. В 2016 году избран академиком РАН (Отделение медицинских наук РАН).
В 2020 году создал на базе Института биомедицинской химии имени В. Н. Ореховича Центр научно-практического образования для подготовки инженерно-ориентированных специалистов в области биоинформатики и генетических технологий.

## Награды
- Медаль ордена «За заслуги перед Отечеством» II степени (28 февраля 2023) — за заслуги в научной деятельности и многолетнюю добросовестную работу[3]
- Государственная премия Российской Федерации в области науки и технологий 2021 года (9 июня 2022) — за экспериментально-теоретические работы по медицинской протеомике[4]
- Премия Правительства Российской Федерации в области науки и техники для молодых ученых (2005 г.) — за создание базы знаний по метаболизму лекарств